# Шматово (Московская область)
Шматово — деревня в Ступинском районе Московской области в составе Городского поселения Жилёво (до 2006 года — входила в Новоселковский сельский округ). На 2016 год в Шматово, фактически, дачный посёлок — при 17 жителях в деревне 5 улиц и 8 садовых товариществ, деревня связана автобусным сообщением с райцентром и соседними населёнными пунктами. С XVIII века (1728 года) в Шматово существовала Успенская церковь. В 1821 году было построено новое, кирпичное здание с Никольским приделом, сломана в середине XX века.

## Население
| 2002 | 2006 | 2010 |
| ---- | ---- | ---- |
| 11   | ↘7   | →7   |

Шматово расположено в центральной части района, на реке Березынка, правом притоке реки Каширка), высота центра деревни над уровнем моря — 152 м. Ближайший населённый пункт — Колычево — около 0,8 км на восток.